# Bangaani
M'Bangaani est une commune de l'union des Comores située dans l'ile de la Grande Comore, dans la Préfecture d'Itsandra-Hamanvou. La commune comprend les localités suivantes : 
- Itsandra Mdjini
- Salimani
- SambaMbodoni
- Dzahani la Tsidjé
- Maoueni
- Mirontsi
- Bandamadji
- Dimadjou